# Collège Saint-Louis (Malte)
Pour les articles homonymes, voir Saint-Louis et Collège Saint-Louis.
Le collège Saint-Louis de Malte est une institution d’enseignement catholique, sise à Birkirkara (Malte). Fondé par les jésuites en 1907, comptant près de 1600 élèves dans ses trois sections en 2014, il est une des plus importantes institutions scolaires du pays. 

## Histoire
Exactement un siècle après leur expulsion des jésuites reviennent à Malte. En 1868 des jésuites de Sicile enseignent au séminaire de Gozo, et avec des confrères anglais fondent le collège Saint-Ignace à St. Julian's. 
Le 8 octobre 1907, à la demande du pape Pie X, les Jésuites ouvrent le collège Saint-Louis (de Gonzague), à Birkirkara, une importante ville à 10 km à l’ouest de La Valette. 139 jeunes garçons sont leurs premiers élèves. La population estudiantine est en constante croissance durant un siècle. 
En 2014, les étudiants dépassent le millier, un chiffre très élevé si l’on considère que la population du pays est approximativement de 450.000 habitants. Le collège se développe au cours des années, donnant une éducation jésuite suivant les principes fondateurs du Ratio Studiorum. Le bâtiment principal du collège secondaire (‘forms’ 1 à 5) abrite 600 élèves. À la fin de ces cinq années les étudiants obtiennent le ‘certificat d’études secondaires’ octroyé par le gouvernement de Malte ou le certificat général d’éducation délivré par l'université d'Oxford.  
Les 400 étudiants (et étudiantes) du secondaire supérieur (‘form’ 6) passent deux ans à préparer l’examen de fin d’études dans un bâtiment moderne construit en 1991. L’examen de ‘matriculation’ est organisé par l’université de Malte.
Le collège possède de vastes terrains de sports. Son église, consacrée  au Sacré-Cœur, est accessible au public extérieur pour la messe quotidienne.
Une école primaire pour garçons autrefois dirigée par les religieuses franciscaines missionnaires de Marie, à Balzan, a été récemment intégrée au collège. L’ensemble des trois sections - primaire, secondaire et secondaire supérieur - compte 1600 élèves, pour un staff de 200 personnes.

## Personnalités
Parmi les anciens élèves du collège on compte de nombreuses personnalités du monde des arts et de la politique. En particulier:
- Tonio Borg, Vice premier ministre et ministre des affaires étrangères
- Guido de Marco, Président de Malte
- Edward Fenech Adami, Président de Malte
- Tonio Fenech, Ministre des finances
- Ugo Mifsud Bonnici, Président de Malte
- Carmelo Mifsud Bonnici, Ministre de la Justice et des affaires intérieures
- Joseph Muscat, Premier ministre de Malte, président du 'Labour Party', ancien membre du parlement européen
- Frans Sammut, écrivain
- Ċensu Tabone, Président de Malte